# 地獄犬行動

行動圖示

地獄犬行動，也稱為地獄犬作戰（德語：Unternehmen Zerberus），是第二次世界大戰期間的1942年2月，納粹德國海軍沙恩霍斯特號戰艦、格奈森瑙號戰艦、歐根親王號重巡洋艦從法國布雷斯特出發，在空軍的支援下，成功通過英吉利海峽返回德國，故此行動也被稱為海峽衝刺（英語：Channel Dash）。

## 背景
沙恩霍斯特號、格奈森瑙號在完成柏林行動後，於1941年3月下旬抵達布雷斯特。5月，俾斯麥號戰艦和歐根親王號重巡洋艦執行萊茵演習行動，但俾斯麥號被擊沉，歐根親王號駛入布雷斯特。
因為許多派出的補給船被擊沉，希特勒不贊成繼續由水面艦艇在大西洋進行通商破壞行動。英國皇家空軍也不斷對布雷斯特港發動空襲，4月6日格奈森瑙號被魚雷重創，歐根親王號在7月1日、沙恩霍斯特號在7月24日先後被炸彈擊中。希特勒詢問艦隊是否可以通過英吉利海峽返回德國，海軍評估後結論是不可能。但希特勒認為這些船艦對於保衛挪威是必要的，堅持艦隊應該通過海峽。1942年1月12日，在經過海空軍高層會議後，決定讓三艘軍艦通過海峽回國。

## 經過
1942年2月11日夜晚，沙恩霍斯特號、格奈森瑙號、歐根親王號和另外六艘驅逐艦，在20架德國空軍戰鬥機的護送下離開了布雷斯特。英國皇家海軍的偵察機很快就發現艦隊離港，但卻因為嚴守無線電靜默，消息在返回基地才傳達，讓英方浪費了約兩個小時。
2月12日10時42分，一架英國皇家空軍的噴火戰鬥機發現了艦隊，皇家海軍派出五艘魚雷艇試圖攻擊，但未成功。12時45分，6架劍魚式魚雷轟炸機發動攻擊，但被護航戰鬥機和艦上的高射砲火殲滅，18名乘組員有13人陣亡。14點31分，沙恩霍斯特號觸雷受損，在進行30分鐘緊急維修後重新恢復航行。德國艦隊穿過海峽後，英國皇家空軍的轟炸機開始攻擊，但沒有造成任何損失。19點55分格奈森瑙號觸雷，21點34分沙恩霍斯特號再次觸雷，但三艘船均安全抵達德國。

## 結果
德國軍艦竟然能在白天衝過英吉利海峽，讓皇家海軍、空軍顏面無光，受到各方抨擊。然而之後德國水面軍艦活動範圍被限制在北海，對大西洋航線不再形成威脅，北冰洋以外的航線不用再部屬主力艦護航。因此德國海軍在戰術上取得了成功，但在最終戰略上造成對英國有利的結果。